# 蔡希德
蔡希德（8世纪—758年），唐朝史思明部将。
蔡希德有才略，安祿山叛亂，蔡希德隨史思明攻擊太原。十五载正月，蔡希德陷常山郡，活逮顏杲卿。蔡希德又連克廣平、鉅鹿、上谷等郡。至德二年（757）正月，安祿山被其子安慶緒所殺。同年，史思明﹑蔡希德以十萬人攻北都太原（今太原西南）。九月，蔡希德進攻上黨城（今山西长治），活逮程千里。
安庆绪痛失洛阳（河南省洛陽市），逃往邺郡（今河南安陽市），改鄴郡爲安成府，改元天成。田承嗣、武令珣等先后投奔，蔡希德從上黨移駐鄴郡。蔡希德與崔佑率兵二萬攻河內，不克，班師回鄴郡。安慶緒在鄴郡不理政事，蔡希德直言勸阻，引起安慶緒不滿。張通儒趁機進讒，誣稱蔡希德秘密投降唐朝，將襲殺安慶緒作為內應。758年9月，安慶緒殺蔡希德。